# AD Andromedae
AD Andromedae är en dubbelstjärna belägen i den norra delen av stjärnbilden Andromeda. Den har en högsta skenbar magnitud av ca 11,2 och kräver ett teleskop för att kunna observeras. Baserat på parallax enligt Gaia Data Release 2 på ca 0,918 mas beräknas den befinna sig på ett avstånd av ca 3 600 ljusår (ca 1 090 parsec) från solen. 

## Observation
AD Andromedaes maximala skenbara magnitud är 11,2, men den visar en minskning med 0,62 magnitud under huvudförmörkelsen och 0,58 under följeslagarens förmörkelse. Den klassificeras som en Beta Lyrae-variabel med en period på nästan ett dygn. Stjärnan fick dess variabelbeteckning år 1927.

## Egenskaper
AD Andromedae består av två nära varandra belägna huvudseriestjärnor, som kretsar så nära varandra att de har en ellipsoidal form orsakad av deras ömsesidiga gravitationella växelverkan.
Primärstjärnan AD Andromedae är en blå till vit stjärna i huvudserien av spektralklass A0 V. Den har en massa av ca 2,8 solmassor, en radie av ca 2,3 solradier och utsänder energi från dess fotosfär motsvarande ca 44 gånger solen vid en effektiv temperatur av ca 9 800 K.  
Följeslagaren AD Andromedae B är en blå till vit stjärna  i huvudserien av  spektralklass A0 V. Den har en massa av ca 2,7 solmassor, en radie av ca 2,4 solradier och utsänder energi från dess fotosfär motsvarande ca 47 gånger solen vid en effektiv temperatur av ca 9 700 K.
Närvaro av ett tredje objekt med en minsta massa på 2,21 solmassor har föreslagits. Det borde dock ge ett betydande bidrag till det ljus som systemet avger, och har ännu inte upptäckts. En möjlig lösning är två osynliga, men mindre massiva och lysande, stjärnor som kretsar nära varandra.

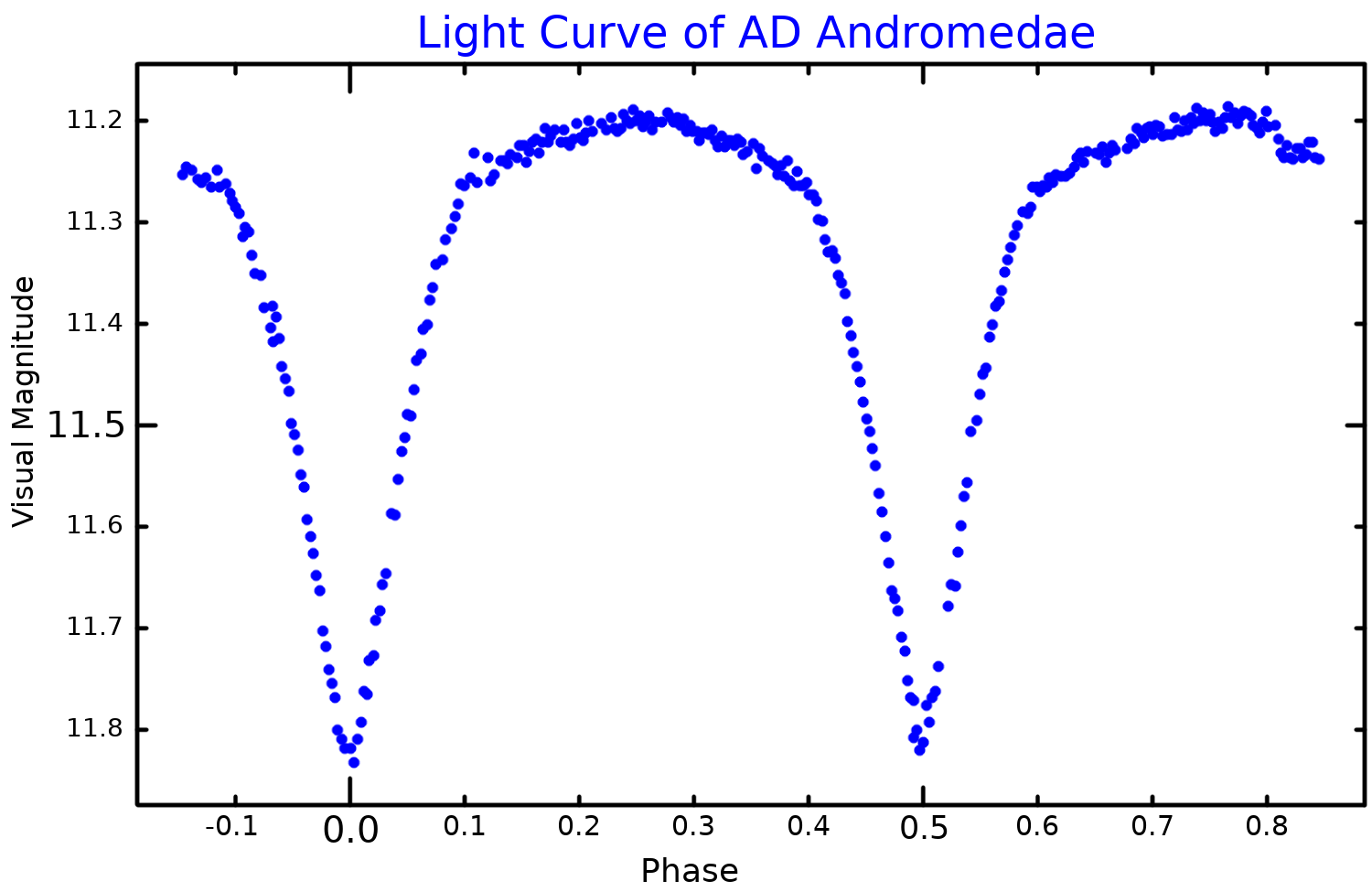
Ljuskurva i visuella bandet för AD Andromedae, anpassad från data presenterade av Peña et. al.

De två stjärnornas banplan ligger i linje med siktlinjen från jorden, så varje komponent förmörkar den andra när den passerar framför den. I AD Andromedae upprepas denna cykel med en period 20 minuter mindre än ett dygn.
En cyklisk variation på 14,3 år i omloppsperioden för dubbelstjärnan har rapporterats och detta skulle kunna vara en effekt av att ett annat objekt kretsar i systemet.